# Campiglossa crockeri
Campiglossa crockeri este o specie de muște din genul Campiglossa, familia Tephritidae. A fost descrisă pentru prima dată de Mary Katherine Curran în anul 1934. Conform Catalogue of Life specia Campiglossa crockeri nu are subspecii cunoscute.